# Ilhan Usmanbas
Ilhan Usmanbas (født 1921 i Istanbul, død januar 2025) var en tyrkisk komponist og cellist. 
Usmanbas studerede i sin ungdom cello, og begyndte senere at studere komposition på Ankara´s musikkonservatorium under bl.a. Ahmed Saygun og Ulvi Cemal Erkin.
Han fik i 1952 et stipendium, og tog til USA, hvor han studerede med mange af den moderne klassiske musiks pionerer. 
Usmanbas komponerede omkring 120 værker, bl.a. tre symfonier og orkesterværker i mange forskellige stilretninger, lige fra seriel til tolvtone stil.

## Udvalgte værker
- Symfoni nr. 1 (1948 rev. 1978) - for orkester
- Symfoni nr. 2 (1950) - for strygere
- Symfoni nr. 3 (1979-1980) - for orkester
- Violinkoncert (1947) - for violin og orkester